# Малі Коростівці
Малі Коростівці (в радянські часи — Чапаєвка) — село в Україні, у Жмеринській міській громаді Жмеринського району Вінницької області. Підпорядковане Коростівецькій сільській раді. До 2012 року мало статус селища.
На південний захід від села розташована пам'ятка природи «Вікові дуби».

## Історія
12 червня 2020 року, відповідно до Розпорядження Кабінету Міністрів України від  № 707-р «Про визначення адміністративних центрів та затвердження територій територіальних громад Вінницької області», увійшло до складу Жмеринської міської громади.
19 липня 2020 року, в результаті адміністративно-територіальної реформи та ліквідації Жмеринського району, село увійшло до складу новоутвореного Жмеринського району.